# Mercatone Uno
Mercatone Uno è stata una catena italiana di grandi magazzini presente con circa cinquanta punti vendita in Italia. Dopo un periodo di crisi e di successiva amministrazione straordinaria, tra il giugno e luglio 2018 è stata venduta a due gruppi diversi. Il core business dei mobili è rimasto in capo all'acquirente Shernon Holding srl guidato da Valdero Rigoni.
Il 25 maggio 2019 è stato dichiarato il fallimento della Shernon Holding; gli ipermercati Mercatone Uno non acquisiti da quest'ultima sono rimasti aperti. Nel 2021 Valdero Rigoni risulta condannato a tre anni di reclusione.

## Storia

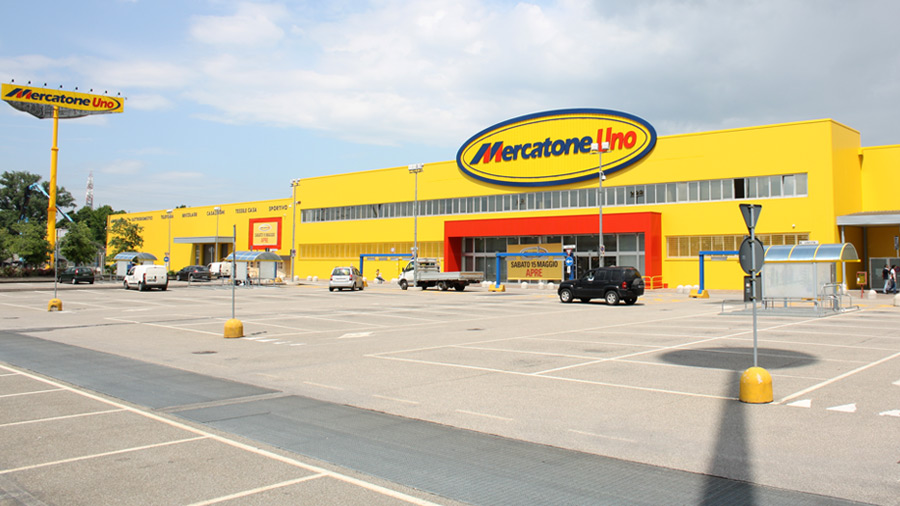
Il Mercatone Uno di Bologna Navile

### Gli inizi
Nel 1975 viene costituita da Romano Cenni (scomparso a 84 anni nel marzo 2017) la prima società SIEL (Società Italiana Elettronica) per la vendita di radio, televisori ed elettrodomestici. Successivamente inizia a svilupparsi nella vendita al dettaglio, specializzandosi negli elettrodomestici, nella vendita del mobile e complementi d'arredo, fino a fondare il primo punto vendita del gruppo, il Mercatone Germanvox, con sede a Toscanella di Dozza nel 1978.
All'inizio degli anni ottanta e per tutto il decennio vengono inaugurati molti degli attuali punti vendita ad insegna Mercatone Uno in tutta Italia.
Negli anni Mercatone Uno incrementa notevolmente lo sviluppo e la crescita aziendale giungendo ad operare sull'intero territorio nazionale con i suoi oltre 90 punti vendita, fatta eccezione per le regioni Valle d'Aosta, Molise, Basilicata, Calabria e Sardegna.
Nel 2010 il gruppo Mercatone Uno ha fatturato oltre 800 milioni di euro, con i suoi 500000 m² complessivi di superficie di vendita ai quali si aggiungono altre insegne facenti parte del Gruppo, come “È Oro” (oreficeria specializzata) e 38 shop in shop “Borsari Sport” (attrezzature, scarpe e abbigliamento sportivo).
Il centro direzionale dell'azienda ha sede a Imola, nella torre situata accanto all'Autostrada A14, caratterizzata anche dalla biglia di Pantani voluta per ricordare il campione di ciclismo, con il quale l'azienda ha condiviso la passione sportiva e i successi sul campo.

### La crisi

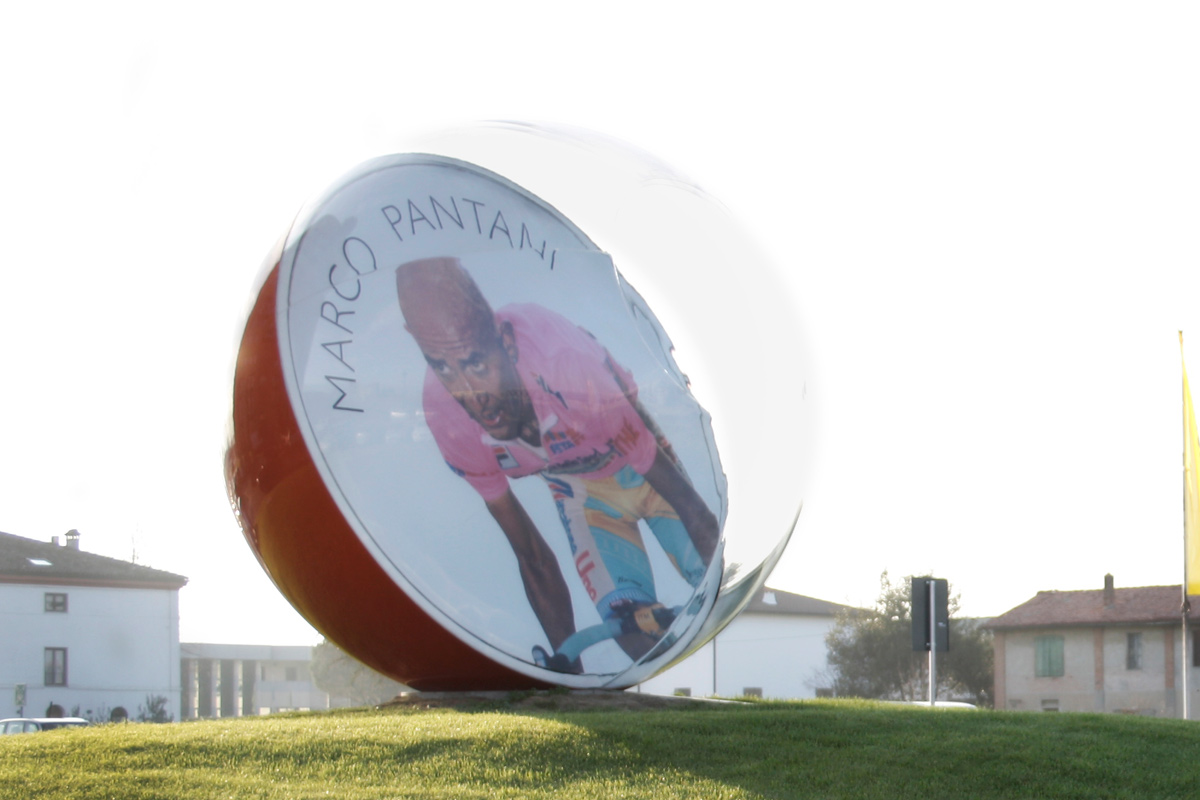
La Biglia di Pantani, posta davanti alla ex sede Mercatone Uno di Imola. Ora sede del GVM Group.

Nonostante il grande sviluppo dell'impresa (giunta ad avere 3.700 dipendenti), i risultati economici, dopo l'inizio della grande recessione, sono andati via via peggiorando e la società che gestisce i punti vendita, gravata da 450 milioni di euro di debiti, ha dovuto fare domanda al tribunale di Bologna di concordato preventivo nel 2015.
Con decreto del 7 aprile 2015 il Ministero dello Sviluppo Economico ha ammesso parte delle società del gruppo alla procedura di amministrazione straordinaria con la nomina di tre commissari straordinari: Stefano Coen, Ermanno Sgaravato e Vincenzo Tassinari. All'epoca sono attivi oltre una settantina di punti vendita del gruppo. Lo stabilimento Germanvox di Toscanella viene escluso dalla procedura di amministrazione straordinaria (da allora è gestito da una società indipendente, la «Mercatone Casa Germanvox»).
Il 16 giugno 2016 è stato pubblicato il bando di vendita dell'intero gruppo Mercatone Uno (79 negozi per 280 milioni) che non ha ricevuto offerte. Il 15 febbraio 2017 i commissari straordinari, dopo l'autorizzazione del ministero dello sviluppo economico, hanno pubblicato un nuovo bando di vendita per il gruppo, con maggiore flessibilità sul prezzo (220 milioni) e sul perimetro di vendita. Anche questo senza offerte.
Nel gennaio 2017 alcuni ex esponenti aziendali (tra cui Romano Cenni) finiscono sotto indagine da parte della Procura di Bologna con l'accusa di distrazione di denaro.

### La cessione
Il 29 giugno 2018 viene raggiunto un accordo per la cessione di 55 punti vendita, la sede di Imola, le società di logistica e servizi a Shernon Holding, una nuova impresa creata sei mesi prima e controllata dalla società di diritto maltese Star Alliance Limited in mano a due soci italo-svizzeri, Valdero Rigoni e Michael Tahlman. Previsto un versamento alla chiusura del contratto di 15 milioni per le licenze con diritto d'opzione per l'acquisto dei negozi entro un anno. Tre i partner industriali e commerciali: la polacca Black Red White, la turca Dogtas Kelebek e la piattaforma on-line 13casa.
 
Il 6 luglio 2018 viene siglato un secondo accordo: riguarda la cessione di 13 punti vendita al gruppo Teramano Cosmo SpA (insegna Globo) della famiglia Di Nicola, con l'impegno di versare subito 20 milioni. Nel complesso delle due operazioni risultano tutelati 2.704 dipendenti pari al 90% del totale.

### Il fallimento
Dopo 8 mesi dall'acquisizione la Shernon Holding, nel frattempo passata sotto la proprietà della Maiora Invest, una SRL di Padova controllata sempre dai due soci italo-svizzeri, presenta al tribunale di Milano nell'aprile 2019 una domanda di ammissione alla procedura di concordato preventivo. L'azienda dichiara che la procedura di diritto fallimentare italiano è utile alla ristrutturazione aziendale per consentire l’ingresso di nuovi investitori per il rilancio del gruppo.
Il 23 maggio 2019 il tribunale di Milano dichiara il fallimento della Shernon Holding Srl (90 milioni di debiti in nove mesi, senza fidi bancari in quanto società controllata da altra di diritto maltese e fornitori) e la chiusura di tutti i punti vendita. Scrivono i magistrati nella sentenza: "Il dissesto era evitabile".
L'ex amministratore delegato Valdero Rigoni è indagato per bancarotta fraudolenta, come i vecchi vertici della M.Business Srl. Tre i commissari nominati: Antonio Cattaneo, Luca Gratteri e Giuseppe Farchione. 
Nel febbraio 2020 l'annuncio da parte dei commissari del salvataggio di 11 negozi con 365 lavoratori da parte di due imprenditori (7 il primo, 4 il secondo). Complessivamente i punti vendita chiusi con il crac sono stati 55 e 1.700 lavoratori sono in cassa integrazione fino al maggio 2020. Sempre agli inizi di febbraio sono stati assolti dall'accusa di bancarotta perché "il fatto non sussiste" tutti i sei imputati della M.Business tra cui Cenni.
Nel settembre 2020 le indagini per Shernon Holding Srl si sono chiuse, agli indagati ex soci della Shernon fra cui Valdero Rigoni e la figlia Valentina Rigoni vengono contestati oltre 2,5 milioni di euro con ipotesi di bancarotta con distrazioni e dissipazioni di somme di denaro. Nel 2021 viene condannato a tre anni di reclusione Valdero Rigoni.